# Da Rocky a Creed, la leggenda continua
Da Rocky a Creed, la leggenda continua (From Rocky to Creed: The Legacy Continues) è un documentario televisivo del 2015.

## Descrizione
Il documentario incomincia con la genesi del film Rocky, proseguendo per il resto dell'esalogia fino allo spinoff Creed - Nato per combattere, attraverso le interviste rilasciate dai protagonisti, filmati e fotografie d'epoca, curiosità e retroscena.
Vi prendono parte vari membri della produzione della serie.